# Sisyrinchium bogotense
Sisyrinchium bogotense, conocida como espadilla o fito-fito, es una planta herbácea de la familia  Iridaceae, de aproximadamente 40 cm de altura, con una estructura similar a los lirios y gladiolos, con hojas lineares y con flores rojas o moradas en espigas. Es propia de los climas fríos, en donde crece en abundancia en los potreros húmedos. Se emplea como depurativo de la sangre, para combatir la gripe y la neumonía.